# ميشيل ريو
ميشيل ريو (بالفرنسية: Michel Rio)‏ (7 مارس 1963 بسانت بريوك في فرنسا - ) هو مدرب كرة قدم ولاعب كرة قدم فرنسي في مركز الوسط. لعب مع نادي بريوتشين ونادي غانغون ونادي كاين ونادي لوهافر ونادي ميتز ونادي نانت ونادي لوهافر الرياضي ‏.

## وصلات خارجية
- ميشيل ريو على موقع قاعدة بيانات كرة القدم.إي يو (الإنجليزية)